# 영광 설매리 석조불두상
영광 설매리 석조불두상(靈光 雪梅里 石造佛頭像)은 대한민국 전라남도 영광군 군남면 설매리에 있는, 서고마을의 서북쪽 미륵골에 있는 것으로 바위 위에 불상 머리만 조각하여 올려 놓은 특이한 형태이다 2001년 6월 5일 전라남도의 유형문화재 제230호로 지정되었다.

## 개요
영광 설매리 서고마을의 서북쪽 미륵골에 있는 것으로 바위 위에 불상 머리만 조각하여 올려 놓은 특이한 형태이다.
네모나고 다소 넓은 얼굴의 이 불상은 명상에 잠긴 듯한 눈을 하고 있어 근엄하고 장중한 느낌을 준다. 민머리의 머리 위에 넓고 큰 육계가 있는 부처의 얼굴은 눈두덩이가 유난히 크며, 이마는 다소 좁은 듯하다. 알맞게 곧은 코에 단정하게 입을 다물고 있으며 특히 귀가 매우 길어 목의 중간까지 내려왔다. 불두(佛頭)의 뒷면은 평면적으로 처리하였으나 앞면의 조각 솜씨는 매우 정교하고 뛰어나다. 목 부분의 밑쪽으로 꼭지가 달려 있는데 이는 불상 머리를 보다 안전하게 올려 놓기 위한 것으로 생각된다.
통일신라 말에서 고려 전기에 만들어진 것으로 추정되는 설매리의 불두상은 전체높이가 190cm나 되는 거대한 불상 머리상으로 우리나라 조각사상 그와 같은 예를 찾아보기가 어렵다. 명상에 잠긴 듯한 큰 얼굴은 뛰어난 조각솜씨를 보여주고 있어 예술적, 학술적 가치가 매우 크다.

## 참고 문헌
- 영광설매리석조불두상 - 국가유산청 국가유산포털